# Ngombe-Schwert

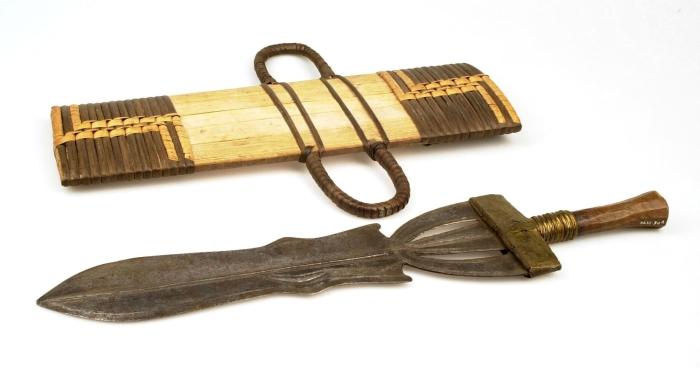
Schwert mit rechteckiger Scheide

Das Ngombe-Schwert, ist ein traditionelles Schwert bzw. Messer aus Zentralafrika. Hauptsächlich wird die Waffe den Ngombe zugeschrieben aber auch den Poto und Doko sowie teilweise den Ndunga und Budja. Sie ist unter den lokalen Bezeichnungen ingonda und mopamba bekannt.

## Beschreibung
Das Ngombe-Schwert hat eine breite, gerade, zweischneidige Klinge. Auffällig sind vor allem die Einschnitte am Klingenhals bzw. Fehlschärfe sowie gegebenenfalls in der Klingenmitte. Die Gesamtlänge beträgt in etwa 50 bis 80 cm.  Teilweise ist der Knauf des Griffes ballonartig mit einem Fellüberzug versehen. In dem Ballon sollen sich magische Substanzen befinden, die den Träger schützen sollen. Die Griffe sind häufig mit Bändern aus Kupfer, Messing oder Rattan umwickelt. Die hölzernen Scheiden für die Waffen haben eine rechteckige Form und sind oft kunstvoll mit Tierhaut, Flechtung aus Pflanzenfasern oder mit Metallnägeln geschmückt. Verwendung hauptsächlich als Prestigeobjekt und Würdezeichen der Häuptlinge.